# Шахи в Білорусі
Шахи в Білорусі — історія розвитку шахової гри на теренах Республіки Білорусь.

## Історія

### Поява шахів у Білорусі
Археологічні розкопки свідчать про те, що шахи були відомі на теренах сучасної Білорусі не пізніше XI століття; в їх числі знахідки шахових фігур XII століття з каменю (тура; Гродно, 1931 р.) і кістки (тура і пішак, Вовковиськ, 1954 р.; ферзь, Лукомль, 1966 р.; король, Берестя, 1976 р., та Луцьк, 1986 р.).

### Білорусь у складі СРСР
Після утворення БРСР (1919 р.) розвиток шахів набув організованого характеру. У 1922 р. вперше відбулася шахова першість Мінська, яку виграв А. Касперський. У 1923 р. він очолив (разом з Р. Шукевичем-Третьяковим) в Мінську шахово-шашкову секцію. У газеті «Зірка» (рос. Звезда) відкрився шаховий відділ (1923 р.). На початку 1920-х років відбулися шахові першості Бобруйська, Вітебська, Гомеля, Полоцька та інших міст. У травні 1927 р. в Мінську відбувся масовий турнір молоді (600 учасників). В кінці 1920-х років — початку 1930-х років розвиткові шахів сприяло проведення Всебілоруського командного турніру міст (1928 р.), змагань колгоспників і робітників (1930 р.), 1-го Всебілоруського шахово-шашкового турніру піонерів і школярів (1933—1934 рр.). Популярність шахів росла також завдяки лекціям і сеансу одночасної гри Ю. Боголюбова (1925 р.), С. Флора і М. Рюміна (1935 р.), А. Лілієнталя (1935—1936 рр.), Е. Ласкера (1936 р.). На думку Емануїла Ласкера:
|                  | Мінські шахісти першої категорії не поступаються в силі гравцям першої категорії Москви. |
| — Емануїл Ласкер |                                                                                          |

У 1936 р. у мінському Палаці піонерів відкрилася дитяча шахова школа.
У 1920-1930-х роках шахісти Білорусі досягли перших успіхів у всесоюзних змаганнях: команда Білорусі виграла Всесоюзний командний турнір (м. Москва, 1927 р.); С. Белавенець, Г. Вересов, А. Касперський, С. Розенталь та інші стали учасниками шерегу фіналів чемпіонатів СРСР. Г. Вересов виграв матч у В. Панова 9:7 і завоював звання майстра спорту СРСР (1937 р.). 1-й чемпіонат Білорусі відбувся в 1924 р.; чемпіоном став С. Розенталь. Усього відбулося 53 чемпіонати (1924—1987 рр.). Найбільше число випадків, коли чемпіонами ставали: А. Капенгут, В. Сайгін (7 разів), Г. Вересов і О. Суетін (6 разів), В. Дидишко (5 разів), В. Сіліч (3 рази).
Чемпіонати Білорусі серед жінок проводяться з 1928 р., першою чемпіонкою стала С. Дукер. Найбільше число випадків, коли чемпіонками ставали: Г. Арчакова (8 разів), К. Зворикіна (5 разів), Т. Головей (3 рази). На початку 1950-х років були масові змагання за участю понад 7000 шахістів.
У 1950-1980-х роках білоруські шахісти домоглися великих успіхів на різних всесоюзних і міжнародних змаганнях: І. Болеславський, О. Суетін, В. Купрейчик — переможці та призери шерегу великих всесоюзних і міжнародних змагань; К. Зворикіна — учасниця матчу на першість світу (Бикова-Зворикіна матч) і переможниця у складі збірної команди СРСР 2 олімпіад (1957 р., 1963 р.); В. Дидишко, А. Капенгут, Головей, С. Юферов — призери шерегу всесоюзних змагань; Б. Гельфанд — чемпіонату СРСР (1985 р.) і Європи (1987—1988 р.) серед юнаків.
Розвитку та популяризації шахів сприяє проведення в Білорусі шерегу великих всесоюзних і міжнародних змагань, у тому числі «Сокольських меморіалів», «Мінських турнірів» міжнародних; шахова спеціалізація при Білоруському інституті фізкультури (з 1982 р.); відкриття Палацу шахів і шашок (м. Мінськ, 1985 р.) та дитячих шахових клубів за місцем проживання («Дебют», «Каїса», «Прохідний пішак» та інші). З середини 1970-х років республіканське телебачення транслює шахову передачу — клуб «Гамбіт». Шахові секції організовані в 7800 колективах фізкультури, де займається понад 120 000 осіб, у тому числі близько 33 тисяч школярів; близько 37 тисяч осіб мають шахові розряди. Шахові відділення працюють у 24 ДЮСШ, в Мінську є Спеціалізована шахово-шашкова ДЮСШ, в якій займається понад 4 тисяч хлопців (1982 р.).

## Заочні шахи
Від 1962 р. проводяться чемпіонати Білорусі з листування. Переможцем 1-го Всебілоруського шахового турніру з листування став кандидат у майстри спорту СРСР І. Поздняк. Наприкінці 1960-х років турнір з листування організувала газета «Мінська правда» (рос. Минская правда).

## Шахова композиція
Шахова композиція почала розвиватися в 1950-х роках — проводиться шерег республіканських конкурсів зі складання завдань. Популяризації шахової композиції сприяли шахові відділи в газетах «Прапор юності» (рос. Знамя юности) та «Зірка» (біл. Звязда). У кінці 1950-х років перших успіхів на всесоюзних та міжнародних змаганнях домігся В. Гебельт — чемпіон СРСР (1959 р.) у розділі двоходівок, неодноразовий призер великих міжнародних конкурсів. Команда шахових композиторів Білорусі успішно виступила у шерегу командних першостей СРСР:
- 1956—1957 рр., 1957—1958 рр. і 1981—1982 рр. — третє місце;
- 1963—1964 рр. — друге місце;
- 1968—1969 рр. і 1970—1971 рр. — перше місце.

В особистих чемпіонатах Білорусі перемагали:
- 1-й чемпіонат (1976 р.) — двох-, трьох- і багатоходівки — В. Гебельт[ru], етюди — Є. Двізов;
- 2-й чемпіонат (1977 р.) — двоходівку — Н. Биков, триходівка — В. Сичов, багатоходівки — В. Гебельт[ru], етюди — Є. Двізов;
- 3-й чемпіонат (1981 р.) — двох-, трьох- і багатоходівки — В. Гебельт[ru], етюди — Є. Двізов;
- 4-й чемпіонат (1985 р.) — двох- і триходівка — В. Гебельт[ru], багатоходівки — В. Сичов, етюди — Л. Пальцев.

## Видані книги
Всього в Білорусі випущено близько 30 книг з історії, з теорії, з суддівства та інших питань шахової культури (1955—1986 рр.). Від 1979 р. в Мінську виходить журнал «Шахи, шашки в БРСР» (рос. Шахматы, шашки в БССР).

## Шахісти
Шахова організація Білорусі налічує (1986 р.) 2 гросмейстери (К. Зворикіна та В. Купрейчик), 3 міжнародні майстри (Б. Гельфанд, В. Дидишко і С. Юферов), понад 30 майстрів спорту СРСР.